# Hexatheca dolichopoda
Hexatheca dolichopoda är en tvåhjärtbladig växtart som beskrevs av Brian Laurence Burtt. Hexatheca dolichopoda ingår i släktet Hexatheca och familjen Gesneriaceae. Inga underarter finns listade i Catalogue of Life.